# Ceriet

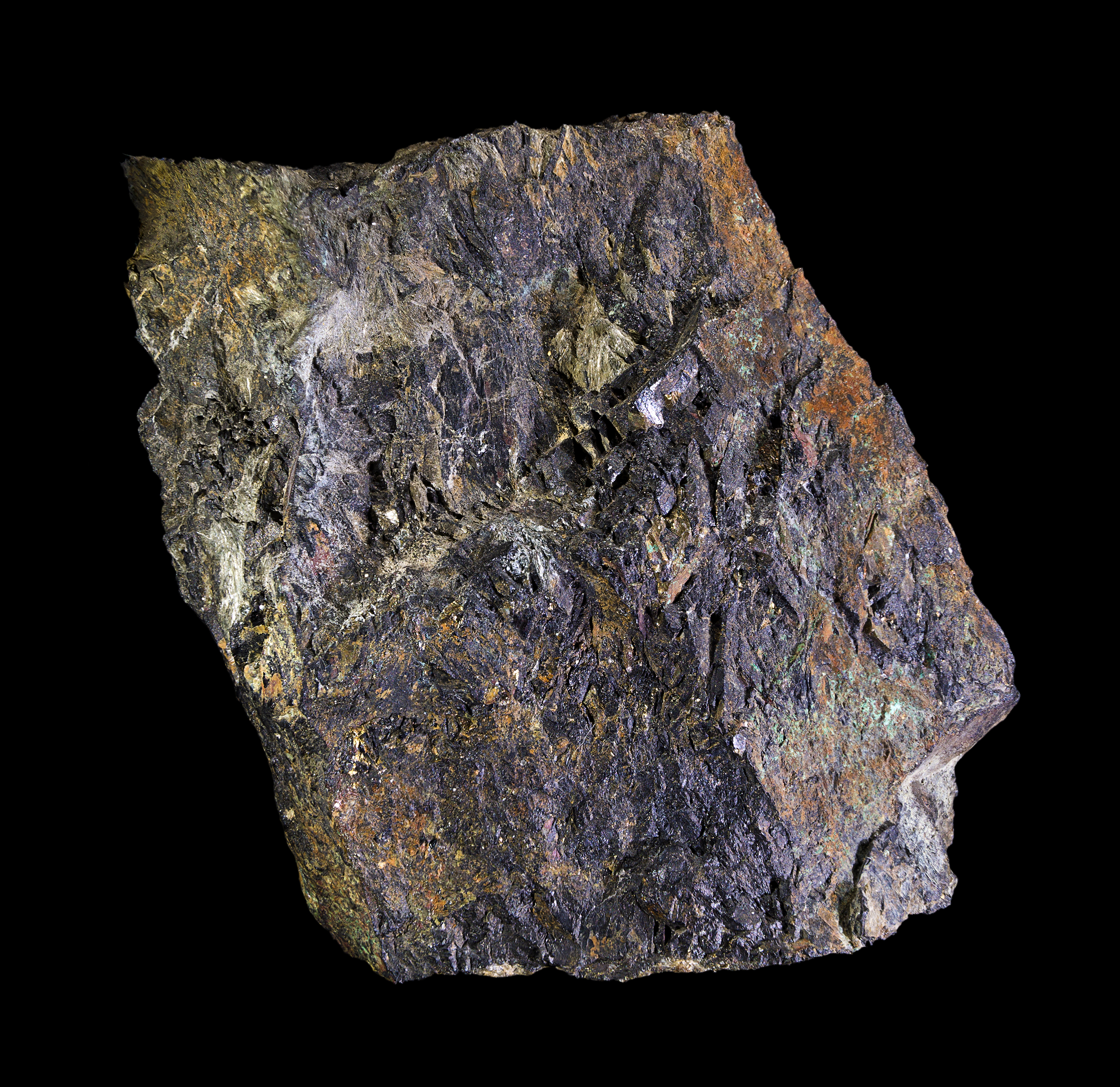
Ceriet - Bastnas - Borg topotype

Het mineraal ceriet is een lanthanium-cerium-calcium-ijzer-silicaat met de chemische formule (La,Ce3+,Ca)9Fe3+(SiO4)6(SiO3)(OH)4. Het behoort tot de nesosilicaten.

## Eigenschappen
Het grijze, bruine of kersenrode ceriet heeft een diamant- tot glasglans, een witte streepkleur en het mineraal kent geen splijting. De gemiddelde dichtheid is 4,8 en de hardheid is 5 tot 5,5. Het kristalstelsel is trigonaal en het mineraal is zwak radioactief. De gamma ray waarde volgens het American Petroleum Institute ligt, afhankelijk van de precieze samenstelling, tussen de 52.941,89 en 59.588,36.

## Naamgeving
De naam van het mineraal ceriet is afgeleid van de chemische samenstelling; het element cerium.

## Voorkomen
Het mineraal ceriet komt met name voor in zeldzame aarde-elementen-houdende gesteenten. De typelocatie is de Bastnäsmijn vlak bij Riddarhyttan in Västmanland, Zweden.